# Championnats du monde de luge 2025
Navigation
Édition précédente
Les Championnats du monde de luge 2025 se déroulent du 5 au 8 février à Whistler au Canada. L'attribution a été décidé en août 2023 alors que le Canada avait été retenu pour accueillir les Championnats du monde de 2021 annulés à cause des restrictions liées à la pandémie de COVID-19,.

## Épreuves et calendrier
En 2024, la Fédération internationale de luge (FIL) s’est prononcée par vote en faveur de l'introduction d'une nouvelle discipline en remplacement des épreuves sprint, l'épreuve mixte : un lugeur masculin et une féminine concourront en simple, respectivement une équipe de double homme et une autre de double femme ; le deuxième concurrent partira dès que les portes s'ouvriront à l'instant où le premier concurrent aura franchi la ligne d'arrivée.
La FIL a également pris la décision d’autoriser pour la première fois des équipes mixtes de deux nations différentes si les deux pays ne peuvent pas présenter une équipe mixte.
Il y a sept titres à attribuer : deux individuels (hommes, femmes), deux doubles (hommes, femmes), individuel mixte, double mixte et le relais mixte par équipes.
Le calendrier des épreuves est le suivant :
- mercredi 5 février 2025
  - 19h00 : Cérémonie d'ouverture
- jeudi 6 février 2025
  - 10h30 : Course mixte double
  - 11h45 : Course mixte simple
- vendredi 7 février 2025
  - 14h00 : Doubles Hommes & Femmes / Première manche
  - 15h40 : Doubles Hommes & Femmes / Deuxième manche
  - 17h20 : Simple Femmes / Première manche
  - 18h55 : Simple Femmes / Deuxième manche
- samedi 8 février 2025
  - 13h45 : Simple Hommes / Première manche
  - 15h20 : Simple Hommes / Deuxième manche
  - 17h00 : Relais par équipes
  - 18h30 : Cérémonie de clôture

## Podiums
| Épreuves          | Or                                                                                                | Or             | Argent                                                                            | Argent         | Bronze                                                                                   | Bronze         |
| Hommes            | Hommes                                                                                            | Hommes         | Hommes                                                                            | Hommes         | Hommes                                                                                   | Hommes         |
| ----------------- | ------------------------------------------------------------------------------------------------- | -------------- | --------------------------------------------------------------------------------- | -------------- | ---------------------------------------------------------------------------------------- | -------------- |
| Individuel        | Max Langenhan                                                                                     | 1 min 39 s 922 | Felix Loch                                                                        | 1 min 40 s 057 | Nico Gleirscher                                                                          | 1 min 40 s 144 |
| Double            | Allemagne - Hannes Orlamünder - Paul Gubitz                                                       | 1 min 16 s 538 | Lettonie - Mārtiņš Bots - Roberts Plūme                                           | 1 min 16 s 640 | Allemagne - Tobias Wendl - Tobias Arlt                                                   | 1 min 16 s 671 |
| Femmes            |                                                                                                   |                |                                                                                   |                |                                                                                          |                |
| Individuel        | Julia Taubitz                                                                                     | 1 min 17 s 206 | Merle Fräbel                                                                      | 1 min 17 s 247 | Emily Sweeney                                                                            | 1 min 17 s 249 |
| Double            | Autriche - Selina Egle - Lara Kipp                                                                | 1 min 17 s 724 | Allemagne - Jessica Degenhardt - Cheyenne Rosenthal                               | 1 min 17 s 753 | Allemagne - Dajana Eitberger - Magdalena Matschina                                       | 1 min 17 s 784 |
| Mixte             |                                                                                                   |                |                                                                                   |                |                                                                                          |                |
| Simple mixte      | Allemagne - Max Langenhan - Julia Taubitz                                                         | 1 min 22 s 354 | États-Unis- Jonathan Gustafson - Emily Sweeney                                    | 1 min 22 s 449 | Autriche- David Gleirscher - Madeleine Egle                                              | 1 min 22 s 678 |
| Double mixte      | Autriche- Steu / Kindl ♂♂ - Egle / Kipp ♀♀                                                        | 1 min 22 s 894 | Allemagne- Orlamünder / Gubitz ♂♂ - Eitberger / Matschina ♀♀                      | 1 min 22 s 912 | Allemagne- Wendl / Arlt ♂♂ - Degenhardt / Rosenthal ♀♀                                   | 1 min 22 s 991 |
| Relais par équipe | Allemagne- Julia Taubitz ♀ - Orlamünder / Gubitz ♂♂ - Max Langenhan ♂ - Degenhardt / Rosenthal ♀♀ | 2:50.361       | Autriche- Madeleine Egle ♀ - Steu / Kindl ♂♂ - Nico Gleirscher ♂ - Egle / Kipp ♀♀ | 2:50.492       | Canada- Embyr-Lee Susko ♀ - Wardrope / Zajanski ♂♂ - Theo Downey ♂ - Podulsky / Allan ♀♀ | 2:51.641       |

## Tableau des médailles
| Rang  | Nation     | Or | Argent | Bronze | Total |
| ----- | ---------- | -- | ------ | ------ | ----- |
| 1     | Allemagne  | 5  | 4      | 3      | 12    |
| 2     | Autriche   | 2  | 1      | 2      | 5     |
| 3     | États-Unis | 0  | 1      | 1      | 2     |
| 4     | Lettonie   | 0  | 1      | 0      | 1     |
| 5     | Canada     | 0  | 0      | 1      | 1     |
| Total | Total      | 7  | 7      | 7      | 21    |